# Dryptodon leibergii
Dryptodon leibergii là một loài Rêu trong họ Grimmiaceae. Loài này được (Paris) Ochyra & Żarnowiec mô tả khoa học đầu tiên năm 2003.